# 賴榮木
賴榮木，（1910年2月15日—1968年12月），中華民國（台灣）政治人物，臺中市人，曾任中國國民黨籍臺灣省議員、臺灣省臨時省議員、臺中市議員。其弟賴榮松亦曾任中國國民黨籍臺灣省議員。